# Sidi Ali Bourakba
Sidi Ali Bourakba (àrab سدي علي بورقبة) és una comuna rural de la província de Taza de la regió de Fes-Meknès. Segons el cens de 2014 tenia una població total de 8.083 persones.